# Antonio Cesti
Pietro Antonio Cesti (5 d'agost de 1623 - 14 d'octubre de 1669), conegut avui principalment com a compositor italià d'òperes del Barroc, fou també tenor i organista, i un dels més cèlebres músics italians de la seva generació.
Nascut a Arezzo, on va estudiar amb diversos músics locals. El 1637 es trasllada a Volterra per unir-se a l'orde dels franciscans i es decanta per la música secular, probablement a causa del potent patronatge de la família Medici. Coneix a Salvator Rosa, que escriuria llibrets per a un cert nombre de les cantates de Cesti. Als voltants de 1650 Cesti comença a adquirir prestigi com a cantant i compositor d'òperes, cosa que creava un conflicte amb el seu orde fins que va aconseguir la dispensa dels seus vots. El 1652 es convertia en un membre de la cort de l'arxiduc Ferran Carles d'Habsburg. Després acceptava el càrrec de mestre de capella a Florència el 1660, el de Viena el 1666, i moria a Venècia el 1669.
Cesti es coneix principalment com a compositor d'òperes. Les més celebrades van ser La Dori (Innsbruck, 1657), Il Pomo d'oro (Viena, 1668), per al casament de l'emperador Leopold I, i L'Orontea (1656). Eren molt més elaborades que les òperes venecianes contemporànies, incloent-hi una orquestra gran, nombrosos cors, i diversos mecanismes mecànics utilitzats per provocar efectes per exemple de batalles navals i tempestes. Orontea es representava disset vegades durant els trenta pròxims anys, i va ser de les més freqüentment interpretades en el continent a mitjans del segle xvii.
Cesti era també un compositor de cantates de cambra. Les seves òperes són notables per l'estil pur i delicat de les seves àries, influïdes per la seva carrera com a cantant professional.

## Obres
| Títol                            | Llibret                                                           | Data d'estrena          | Lloc, teatre                           | Notes |
| -------------------------------- | ----------------------------------------------------------------- | ----------------------- | -------------------------------------- | --- |
| Alessandro vincitor di se stesso | Francesco Sbarra                                                  | 1651                    | Venècia, Teatro Santi Giovanni e Paolo | |
| Il Cesare amante                 | Dario Varotari                                                    | 1651                    | Venècia, Teatro Grimano                | |
| Cleopatra                        | Dario Varotari                                                    | 1654                    | Innsbruck                              | versió revisada de Il Cesare amante                                                                            |
| L'Argia                          | Giovanni Filippo Apolloni                                         | 1655                    | Innsbruck                              | |
| Marte placata                    | Giovanni Filippo Apolloni                                         | 1655                    | Innsbruck                              | |
| L'Orontea                        | Giacinto Andrea Cicognini, revisada per Giovanni Filippo Apolloni | 19 de febrer del 1656   | Innsbruck                              | reviscuda a Innsbruck el 1982 (René Jacobs) i enregistrada per HM; reviscuda a Frankfurt el 2015 (Ivor Bolton) |
| La Dori                          | Giovanni Filippo Apolloni                                         | 1657                    | Innsbruck                              | |
| Venere cacciatrice               | Francesco Sbarra                                                  | 1659                    | Innsbruck                              | perduda |
| La magnanimità d'Alessandro      | Francesco Sbarra                                                  | 1662                    | Innsbruck                              | |
| Il Tito                          | Nicolò Beregan                                                    | 13 febrer 1666          | Venècia, Teatro Grimano                | |
| Nettuno e Flora festeggianti     | Francesco Sbarra                                                  | 12 de juliol de 1666    | Viena                                  | |
| Le disgrazie d'Amore             | Francesco Sbarra                                                  | 19 de febrer de 1667    | Viena                                  | |
| La Semirami                      | Giovanni Andrea Moniglia                                          | 9 de juliol 1667        | Viena                                  | revisada el 1674 a Mòdena com a La schiava fortunata                                                           |
| La Germania esultante            | Francesco Sbarra                                                  | 1667                    | Viena                                  | |
| Il pomo d'oro                    | Francesco Sbarra                                                  | 12–14 de juliol de 1668 | Viena                                  | |
| Genserico                        | Nicolò Beregan                                                    | 1669                    | Venècia                                | |